# Charlecote
Charlecote est un village et une paroisse civile du Warwickshire, en Angleterre. Il est situé dans le sud du comté, à 8 km au sud de la ville de Warwick. Administrativement, il relève du district de Stratford-on-Avon.

## Toponymie
Charlecote est un nom d'origine vieil-anglaise. Il renvoie à une ou des chaumières (cot) appartenant à des hommes libres (ceorl). Il est attesté sous la forme Cerlecote dans le Domesday Book, compilé en 1086.

## Histoire
Le Domesday Book indique qu'en 1086, le manoir de Charlecote appartient au baron anglo-normand Robert de Meulan. Le village compte alors 23 habitants et sa valeur annuelle est estimée à 4 livres, contre 2 livres et 10 shillings vingt ans plus tôt, juste avant la conquête normande de 1066. À l'époque, le manoir appartenait à un certain Saxi d'Aylestone. Après la mort de Robert de Meulan, en 1118, Charlecote passe avec ses autres domaines à son frère cadet, le comte de Warwick Henri de Beaumont, et il se transmet dans leur famille jusqu'en 1407 au moins.

## Démographie
Au recensement de 2011, la paroisse civile de Charlecote comptait 194 habitants.
| 1801 | 1811 | 1821 | 1831 | 1841 | 1851 | 1881 |
| ---- | ---- | ---- | ---- | ---- | ---- | ---- |
| 265  | 297  | 331  | 297  | 267  | 286  | 260  |

| 1891 | 1901 | 1911 | 1921 | 1931 | 1951 | 1961 |
| ---- | ---- | ---- | ---- | ---- | ---- | ---- |
| 212  | 232  | 224  | 199  | 188  | 191  | 177  |

| 1971 | 1981 | 1991 | 2001 | 2011 | - | - |
| ---- | ---- | ---- | ---- | ---- | - | - |
| ?    | ?    | ?    | ?    | 194  | - | - |

## Culture locale et patrimoine
L'église paroissiale de Charlecote est dédiée à saint Léonard. Intégralement reconstruite entre 1851 et 1853, elle constitue un monument classé de grade I depuis 1967.
Le manoir de Charlecote Park, siège de la famille Lucy, remonte au XVIe siècle : il est fondé en 1558 pour Thomas Lucy (en). C'est également un monument classé de grade I depuis 1952. Une légende sans fondement historique veut que le dramaturge William Shakespeare ait été surpris en train de braconner sur les terres de Thomas Lucy dans sa jeunesse.
La paroisse civile de Charlecote abrite également, près du ruisseau de Thelsford Brook, le site du prieuré de Thelsford (en), un prieuré fondé au début du XIIe siècle par les chanoines du Saint-Sépulcre et repris dans la première moitié du XIIIe siècle par l'ordre des Trinitaires. Il ferme ses portes en octobre 1538, dans le cadre de la dissolution des monastères ordonnée par le roi Henri VIII. Le site du prieuré a fait l'objet de fouilles archéologiques et constitue un scheduled monument depuis 1967.

L'église Saint-Léonard.
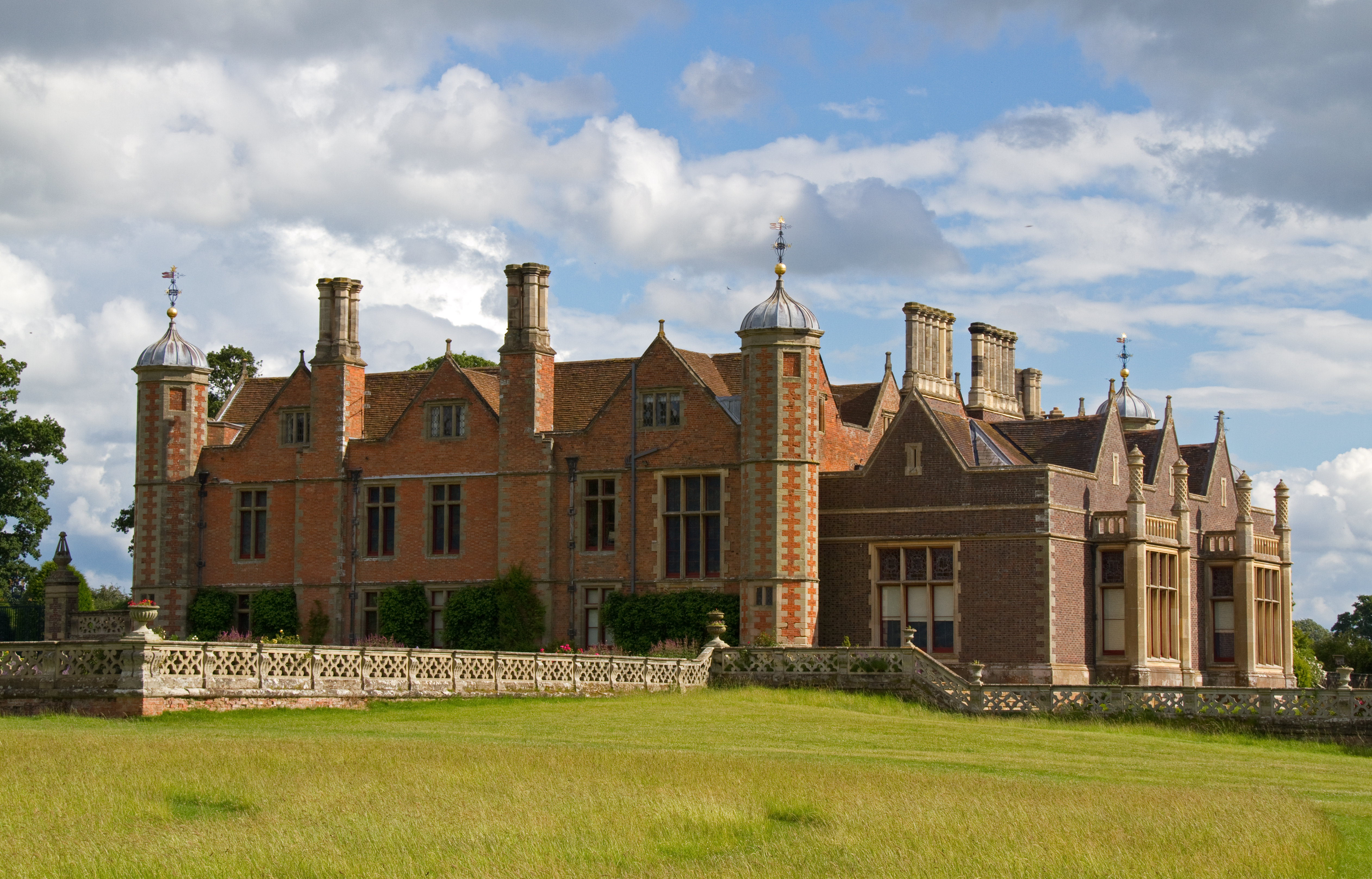
Charlecote Park.